# Der Gott der kleinen Dinge
Der Gott der kleinen Dinge ist ein halb-autobiografisches Buch der indischen Schriftstellerin und politischen Aktivistin Arundhati Roy. Es ist ihr erster Roman. Am 4. April 1997 erschien in Neu-Delhi die englische Fassung des Buchs unter dem Titel The God of Small Things; im selben Jahr folgte die deutsche Übersetzung im Karl Blessing Verlag.
Seit der Roman 1997 den Booker-Preis gewonnen hat, nutzt Arundhati Roy ihre Bekanntheit, um auf soziale, ökologische und politische Themen aufmerksam zu machen. Das Booker-Preisgeld und die Tantiemen an einigen Auflagen ihres Romans in indischen Sprachen stellte die Autorin der Bürgerrechtsbewegung gegen den Narmada-Staudamm zur Verfügung – auch nachfolgende Preisgelder stiftete sie mehrheitlich für soziale Anliegen und Projekte.

## Entstehungsgeschichte
Nachdem Arundhati Roy fünf Jahre an ihrem literarischen Erstlingswerk mit Unterstützung ihrer Familie und ihres Ehemanns Pradip Krishen gearbeitet hatte, war sie im Mai 1996 nicht zuversichtlich, ihr Buch überhaupt veröffentlichen zu können: “It is a very fragile, personal book and I have never had any perspective about it. I considered going to an Indian publisher but they tend to give advances of Rs 5.000. However, I wasn’t sure about finding a foreign publisher. I mean, why would anyone abroad be interested in the book? I am not very well educated. I haven’t lived abroad. So it’s not as though I am like Salman Rushdie or Vikram Seth.”
Auf der Suche nach einem Agenten traf sie Pankaj Mishra, zu jener Zeit Herausgeber von HarperCollins. Begeistert von ihrem Roman, verschickte er im Juni 1996 das Manuskript an drei britische Verleger, mit dem Kommentar “This is the biggest book since Midnight’s Children.”
Innerhalb von drei Tagen zeigten sich zwei der Verleger bereit, Angebote für die Publikationsrechte zu unterbreiten. Da Arundhati Roy selbst kein Faxgerät hatte, wurden die Angebote an einen Nachbarn verschickt. Bevor sie sich endgültig entscheiden konnte, hatte David Godwin, der dritte Empfänger ihres Manuskripts, ein Flugzeug nach Indien bestiegen, um Arundhati Roys erster Agent zu werden: “obviously, the book had touched him enough to get on a plane and come to a strange country.” Godwin machte sich an seine Arbeit, und innerhalb kürzester Zeit legten acht Verlagshäuser sehr hohe Angebote für die britischen und für die kontinental-europäischen Publikationsrechte vor. Anlässlich eines Besuchs in Wien beorderte Godwin seine Autorin nach New York, wo die Vertragsunterzeichnung mit dem renommierten Verlagshaus Random House erfolgte und sie 500.000 Pfund Sterling für die internationalen Publikationsrechte in 21 Ländern erhielt.
Im September 1996 wurde der Vertragsabschluss publik gemacht, und bis Ende Oktober waren bereits 400.000 Bücher weltweit vorbestellt – das Buch wurde bislang in 30 Ländern veröffentlicht.

## Auszeichnungen
- 1997 – Booker Prize
- 2001 – Großer Preis der Welt-Akademie der Kulturen („Grand Prix“ der „Académie Universelle de la Culture“), Paris
- 2003 – Preis für kulturelle Freiheit („Prize for Cultural Freedom“) der „Lannan Foundation“[6]
- 2006 – Literaturpreis der „Sahitya Akademi“[7] der indischen Regierung, konkret für ihr Sachbuch The Algebra of Infinite Justice,[8] ISBN 0-00-714949-2 – von Arundhati Roy abgelehnt[9][10]

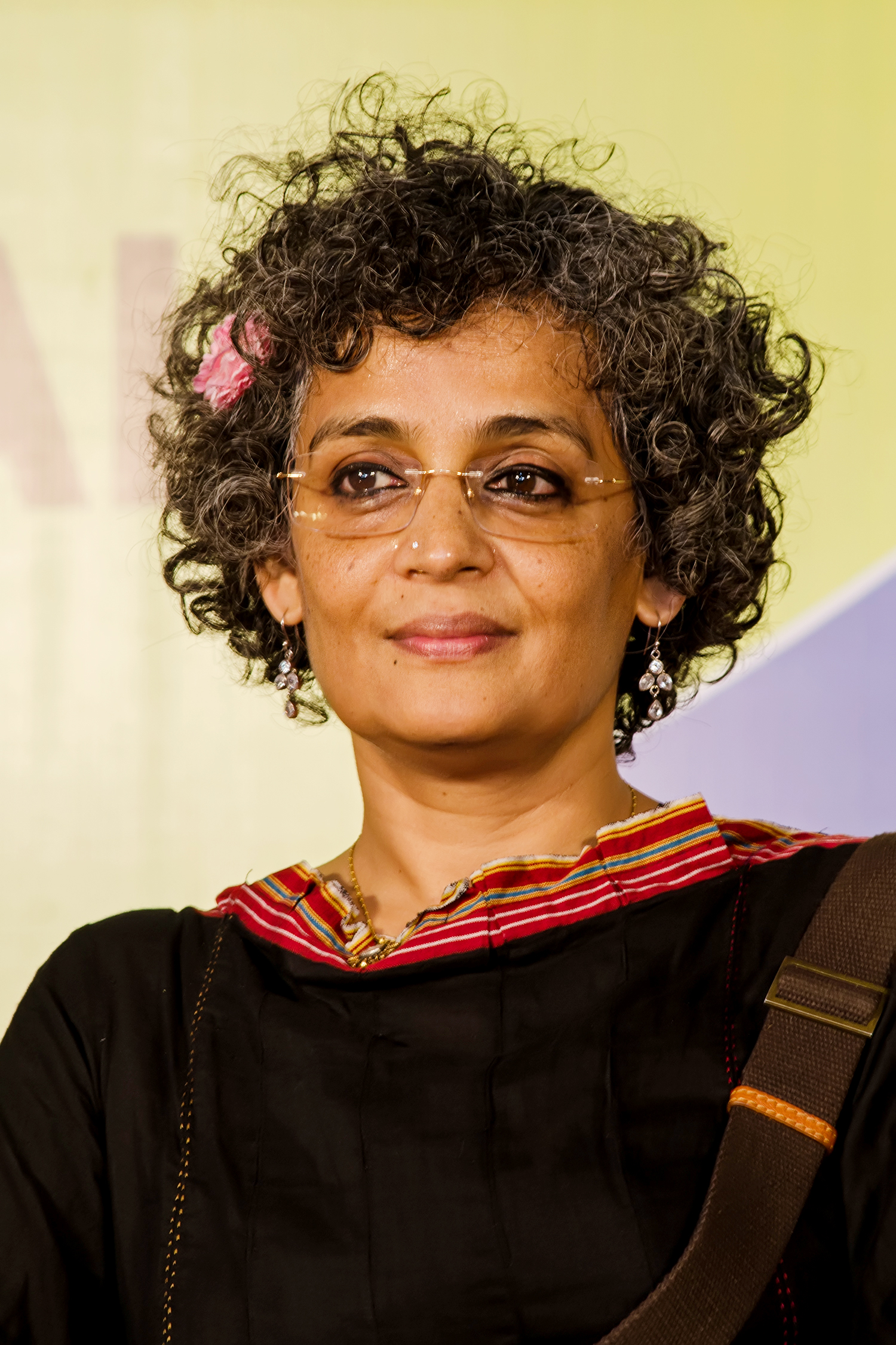
Arundhati Roy (2013)

Als erste aus Indien stammende Autorin gewann Arundhati Roy am 14. Oktober 1997 den angesehenen Booker Prize – bemerkenswerterweise im 50. Jahr der Unabhängigkeit Indiens vom Britischen Empire; The God of Small Things ist zugleich das erste mit dem Booker Prize ausgezeichnete Debütwerk. Dame Gillian Beer, Professorin für Englische Literatur an der Universität Cambridge und Vorsitzende des Stiftungsbeirats, in ihrer Danksagung anlässlich der Preisübergabe:
“With extraordinary linguistic inventiveness, Arundhati Roy funnels the history of south India through the eyes of seven-year-old twins. The story she tells is fundamental as well as local: it is about love and death, about lies and laws. Her narrative crackles with riddles and yet tells its tale quite clearly. We were all engrossed by this moving novel”.
Der Booker Prize wird seit 1969 jährlich einer Autorin / einem Autor aus den Commonwealth-Staaten für den besten Roman verliehen und zählt zu den wichtigsten literarischen Auszeichnungen weltweit.

## „Der Gott der kleinen Dinge“ (Zusammenfassung)
„‚Der Gott der kleinen Dinge‘ hinterlässt keine Spuren im Sand, keine Wellen im Wasser, kein Abbild im Spiegel. Er ist der Gott dessen, was verloren geht, der persönlichen und alltäglichen Dinge, nicht der Gott der Geschichte, die die ‚kleinen Dinge‘ grausam in ihren Lauf zwingt … und: Die Dinge können sich an einem einzigen Tag verändern.“

### „Die kleinen Dinge“ im Roman
Im Mittelpunkt des Romans steht die Geschichte der sensiblen, fantasievollen und eigensinnigen Geschwister Rahel und Estha – biologisch zweieiige Zwillinge und nach außen hin grundsätzlich verschieden, bilden sie von ihrer Außenwelt unbemerkt ein geistig untrennbar Ganzes, das nach dem tragischen Tod zweier Menschen im Dezember 1969 auseinandergerissen wird. Von den mit ihren eigenen Problemen beschäftigten Familienmitgliedern zunehmend vernachlässigt, wächst Rahel bei der Familie ihrer Mutter in Ayemenem, Estha bei seinem in Kalkutta (seit 2001 Kolkata) lebenden Vater auf.
Rahel und Estha stammen aus einer syrisch-orthodoxen, anglophilen Familie aus der indischen Mittelschicht Keralas, ehemalige, mittlerweile verarmte Großgrundbesitzer und Betreiber der von ihrer Großmutter („Mammachi“) aufgebauten kleinen Konserven-Fabrik „Paradise Pickles & Konserven“.

Karte von Kerala, Distrikt und Stadt Kottayam

Handlungsschwerpunkt ist die Kleinstadt Ayemenem (Arundhati Roys Heimatstadt Aymanam), unweit von Kottayam am östlichen Rand der Backwaters, einem verzweigten Wasserstraßennetz im Hinterland der Malabarküste, im südwestlichen Bundesstaat Kerala, Indien.
Die Handlung des Romans beginnt 1993 mit Rahels Rückkehr und kurz davor der ihres Bruders Estha ins Haus der Mehrgenerationenfamilie. Der Roman wechselt beständig zu den Ereignissen im schicksalhaften Dezember 1969 – als die Zwillinge sieben Jahre alt sind und den Lesern ihre fantasievolle Sichtweise „der kleinen Dinge“ wiedergeben – und dem Jahr 1993, zusammen mit der Verwendung von Begriffen in Malayalam ein weiterer Aspekt von Arundhati Roys Erzählstil.
Als Rahel 31 Jahre alt ist, kehrt sie auf einen Brief ihrer Großtante hin nach Ayemenem zurück, zum ersten Mal seit ihrem Studium und der Heirat mit einem Amerikaner – Larry McCaslin hat sie zwar sehr geliebt, konnte aber ihr Denken und Fühlen nicht verstehen, sodass eine Trennung unausweichlich war. Rahel und mit ihr die Leser beginnen mit Fortschreiten der Geschichte die Hintergründe der Ereignisse im Dezember 1969 zu verstehen. Das schwelende Unglück der Familienmitglieder nahm in jenem Jahr vollends einen tragischen Verlauf, mit dem Besuch von Chackos aus England stammender Ex-Frau Margaret und ihrer neunjährigen Tochter Sophie Mol in Ayemenem, nachdem Margarets zweiter Ehemann Joe gestorben war.
Erzählt wird auch die Geschichte von Ammu, der jung von einem Hindu aus Bengalen geschiedenen Mutter der Zwillinge. Ihr erkennt die indische Gesellschaft und ihre eigene Familie keinen würdigen Platz im Alltag Keralas zu. Ammu rebelliert gegen ihr Schicksal, indem sie verbotenerweise und, ohne mögliche Folgen zu bedenken, mit Velutha die Schranken des unerbittlichen Kastensystems überschreitet.
Die „ungeschriebenen Gesetze, die festlegen, wer wie geliebt werden sollte“ (und wie sehr) haben gleichsam Einfluss auf die in episodenhaft geschilderten weiteren Charaktere des Romans, insbesondere der weiblichen Familienmitglieder und der mit ihnen eng verbundenen Menschen aus vier Generationen. Ereignisse, die – einer ‚unbarmherzigen Logik‘ gehorchend – binnen zweier Wochen die schon stark belasteten familiären Bindungen dauerhaft zerrüttet und zwei Menschen an einem Tag das Leben gekostet haben.

### „Die großen Dinge“ im Roman
Parallel zu den „kleinen Dingen“ führt der Roman die sozialen Spannungen Indiens in den späten 1960er Jahren vor Augen. 20 Jahre nach der längst noch nicht vollzogenen Unabhängigkeit fühlen sich weite Teile der Ober- und Mittelschicht immer noch dem Britischen Empire zutiefst verbunden und befürchten den völligen Verlust ihrer verbleibenden Privilegien – „die großen Dinge“ in Arundhati Roys Roman:

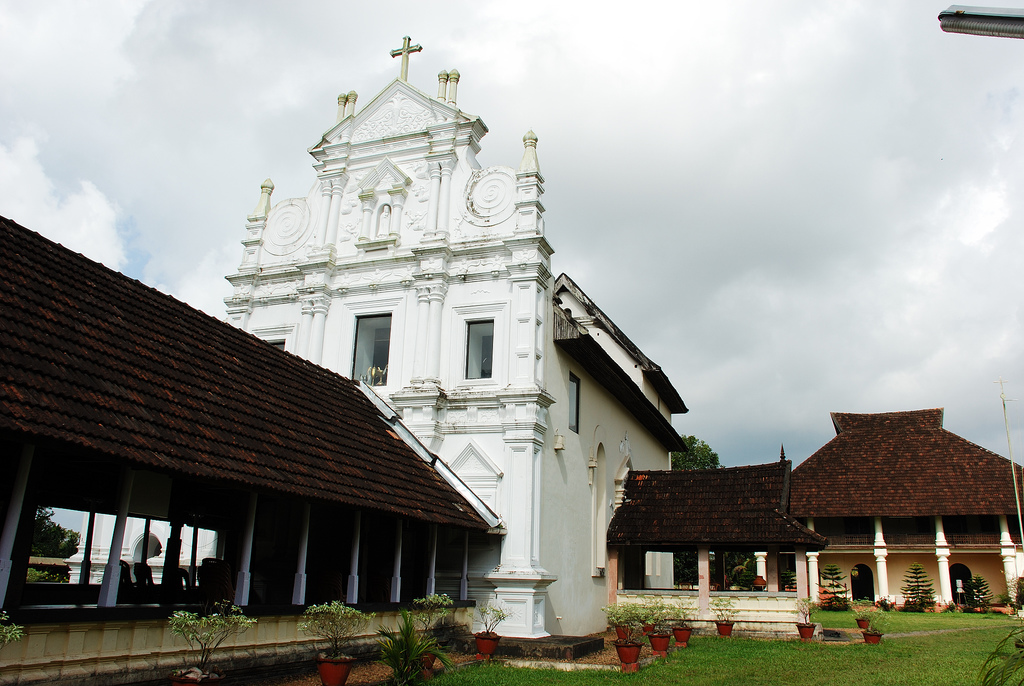
Syrisch-christliche Cheriapally Kirche in Kottayam

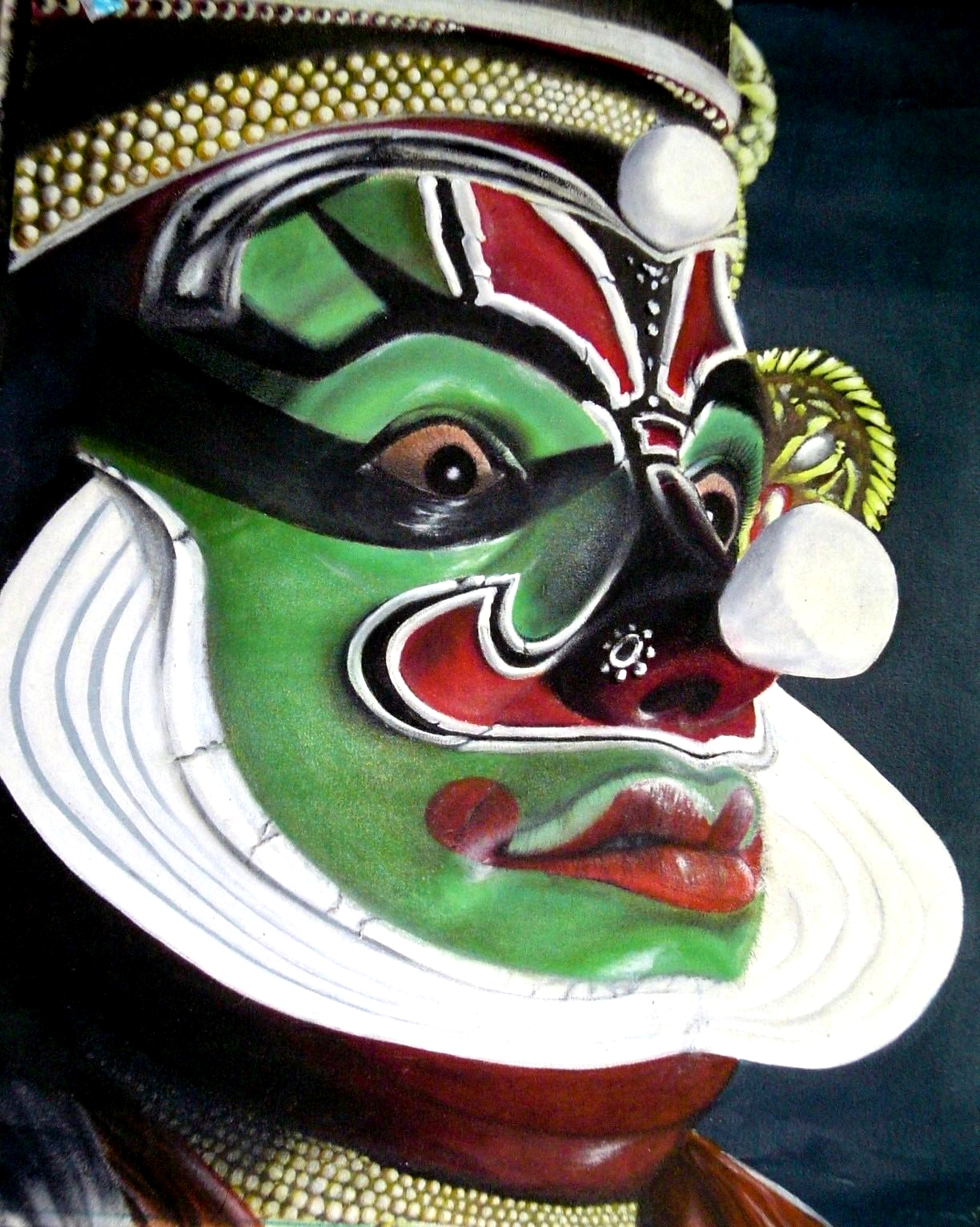
Kathakali-Tänzer – Kapitel Kochu Thomban, in Malayalam sinngemäß ‚kleiner Elefant‘

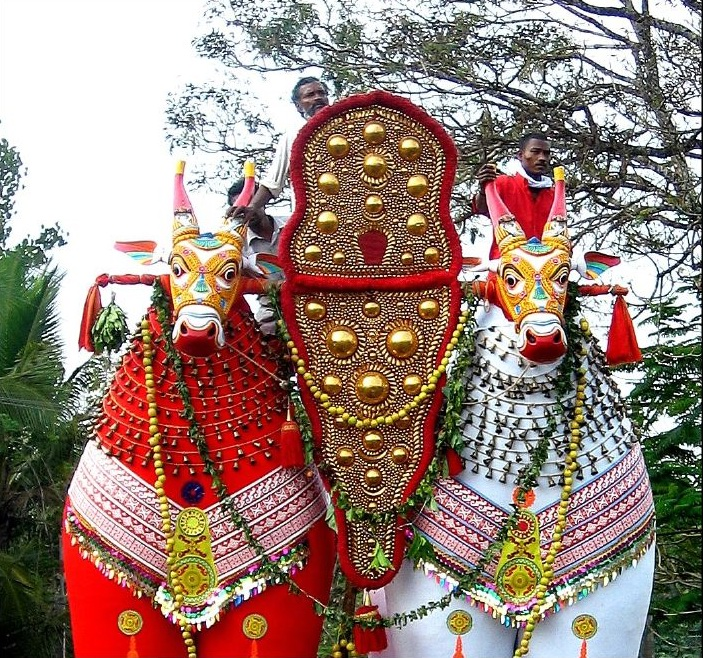
Kerala wird aufgrund seiner vielschichtigen Verflechtung von Kulturen, Traditionen, politischen Strömungen und Religionen oft als „God’s own Country“ (Gottes eigenes Land) bezeichnet. Festival im Mahadevar-Tempel, Pandalam.

- Der Kommunismus/Marxismus in Kerala, die Gewerkschaftsbewegung, die radikale politische Bewegung der Naxaliten und die Auswirkungen auf die komplexe Gesellschaft Keralas seit dem demokratischen Wahlsieg von E. M. S. Namboodiripads Communist Party of India (CPI) im Jahr 1957;
- das unerbittliche Kastensystem und insbesondere der diskriminierende Alltag der Dalit;
- soziale und religiöse Spannungen inner-/außerhalb der Familie und
- die Lebensart der den Bundesstaat Kerala dominierenden syrisch-christlichen Mittel- und Oberschicht (19,32 % der Bevölkerung), zumeist feudalistische Großgrundbesitzer und Arbeitgeber für die Mehrheit der Bevölkerung aus Hindus (57,38 %) und Muslimen (23,33 %) aus unterschiedlichen Kulturkreisen.[18]

Weitere wichtige Themen sind sexuelle Ausbeutung, Pädophilie (insbesondere Kapitel Abhilash Talkies), Umweltzerstörung und der ‚Ausverkauf der Heimat‘ am Beispiel des Tourismus (Kapitel Gottes eigenes Land) sowie der Verlust der kulturellen Identität (Kapitel Cochin Känguruhs und Kochu Thomban), die Arundhati Roy teilweise auch in drastischer Form und Weise anspricht.
Dies alles – „die großen und kleinen Dinge“ – spielen in Arundhati Roys Roman eine wesentliche Rolle, aus einer durchaus matriarchalisch orientierten Perspektive bilderreich, poetisch und nicht ohne Humor rückblickend erzählt, sodass sich auch für die Protagonisten selbst viele Zusammenhänge erst im Nachhinein erschließen.

### Personen des Romans
- Rahel («ohne zweiten Vornamen») – ist die Zwillingsschwester von Estha (18 Minuten jünger als er) und die Tochter von Ammu und Baba. Zu einem Gutteil wird die Geschichte der Familie aus ihrer Sicht als Siebenjährige im Jahr 1969 und als 31-jährige Frau erzählt, darin eingeschoben Teile der Lebensgeschichten der Familienmitglieder. Obwohl äußerlich von ihrem Zwillingsbruder sehr verschieden, teilt sie auf einer seelisch tiefliegenden Ebene die Gefühle und Gedanken ihres Bruders, wie er auch die ihren, und bildet mit ihm, von der Außenwelt unbemerkt, eine einzige Persönlichkeit und nicht zwei voneinander unabhängige.
- Estha (Esthappen Yako) – Rahels Zwillingsbruder hat nach traumatischen Kindheitserlebnissen von 1969 beschlossen, nicht mehr zu reden. Seit dem siebten Lebensjahr lebte er von Schwester und Mutter getrennt bei seinem Vater in Kalkutta, bis er der Familie seiner Mutter 1993 „zurück-zurückgegeben“ wird.
- Ammu („Mama“) – Rahels und Esthas vom Leben enttäuschte Mutter, Tochter von Mammachi und Pappachi, die nach ihrer frühen Scheidung in den elterlichen Haushalt zurückgekehrt ist, aus dem sie einst durch eine vermeintliche „Liebesheirat“ ausbrechen wollte. Genauso intelligent wie ihr Bruder, war ihr als Frau kein Studium vergönnt, genauso engagiert, ist ihr Bruder gesetzlich der alleinige Eigentümer des Familienbetriebs. Als Geschiedene, zudem interkonfessionell verheiratet, gönnen ihr weder die indische Gesellschaft noch ihre Familie einen würdigen Platz im Alltag, sodass sie rebellierend und verbotenerweise auch die Kastenschranken überschreitet.
- Baby Kochamma („Kleine Mutter“, respektvolle Anrede für „Tante“, eigentlich Navomi Ipe) – Tochter von Aleyooti Ammachi und Reverend John Ipe (mütterlicherseits Urgroßeltern der Zwillinge), Schwägerin von Rahels und Esthas Großmutter Mammachi. Sie verliebt sich als junge Frau unsterblich in Pater Mulligan, konvertiert und wird gar für ein Jahr Nonne, um in seine Nähe zu kommen. Bleibt (unfreiwillig) ledig, erhielt deshalb aber eine höhere Schulbildung, die ihre mit dem Alter zunehmende Verbitterung und Missgunst gegenüber ihrer Familie nicht mildert.
- Velutha Paapen (Urumban) – Sohn von Veelya Paapen und Chella (Chinna), Bruder von Kuttappen. Seine Familie entstammt der Paravan–Dalit–Kaste, Handwerker und Feldarbeiter, Nachbar und wichtiger Mitarbeiter im Familienbetrieb. Liebhaber von Ammu, ihr ureigener „Gott der kleinen Dinge“, Jugendfreund und im übertragenen Sinn „Lehrer der kleinen Dinge“ für Rahel und Estha. Velutha wird im Zusammenhang mit den tragischen Ereignissen im Dezember 1969 von der Polizei zu Tode geprügelt.
- Chacko – Ammus Bruder, von seiner Mutter vergöttert, Onkel der Zwillinge. „Familienphilosoph und -gelehrter“ und Oxford-Abgänger. Dem Bekenntnis nach ein Marxist, aber auch erfolgloser, selbsternannter Leiter der von seiner Mutter aufgebauten „Paradise Pickles“ Konserven-Fabrik. Er ist es, der als Intellektueller und Lehrer der Zwillinge das Interesse der beiden an der heimatlichen Geschichte, ihrer Muttersprache Malayalam, am „Empire“ und dessen Geschichte und der Englischen Sprache weckt. Andererseits offenbart er als Bruder von Ammu die schlechtesten Seiten eines traditionell fühlenden indischen Manns der Mittelschicht.
- Margaret (Kochamma) – Chackos Ex-Frau und Mutter des gemeinsamen Kindes, Sophie Mol. Sie stammt aus England und lebt dort bis zum verhängnisvollen Besuch bei der Familie ihres ersten Ehemanns zum Jahresende 1969, nachdem Joe, ihr zweiter Mann, bei einem Unfall getötet worden ist.
- Sophie Mol – „Mol“ bedeutet auf Malayalam „kleines Mädchen“. Sie ist die zwei Jahre ältere englische Cousine der Zwillinge und im Dezember 1969 unter tragischen Umständen verunglückte Tochter von Chacko und Margaret.
- Mammachi („Großmutter“, eigentlich Soshamma Ipe) – Matriarchin der Familie, im Alter erblindete Großmutter von Rahel, Estha und Sophie Mol; als überfürsorgliche Mutter von Chacko verachtet und gegenüber Ammus Leben und Schicksal absolut gleichgültig. Sie ist die Gründerin des einstmals erfolgreichen Familienbetriebs, einer Fabrik für Pickles, Gelee und Marmelade. Als junge Frau eine talentierte Geigerin, eine Karriere die Pappachi ihr verunmöglichte – bis zu Pappachies Tod zusammen mit Ammu fortwährender Misshandlung und Erniedrigung ausgesetzt.
- Pappachi („Großvater“, eigentlich Shri Benaan Ipe) – Vater von Ammu und Chacko, Ehemann von Mammachi. Neidet seiner Frau jede Anerkennung und legt äußerlich Wert auf einen „englischen Lebensstil“: Ehemals „Entomologe des Empire“ (leitender Direktor), war seine größte Enttäuschung, dass eine von ihm entdeckte Schmetterlingsart nicht nach ihm benannt wurde. Seine Frustration lässt er mit ihrem anhaltenden beruflichen Erfolg an seiner Frau und starrsinnigen Tochter Ammu aus, was Chacko nach seiner Rückkehr aus England beendet. Seither redet Pappachi nicht mehr mit Mammachi und möchte von außen betrachtet als „vernachlässigtes Opfer“ einer beruflich erfolgreichen Frau betrachtet werden, die ihren „standesgemäßen Pflichten“ als Ehefrau und Hausvorstand nicht nachkommt.
- Genosse K.N.M. Pillai – Führer der lokalen Kommunistischen Partei, Besitzer einer kleinen Druckerei, der zusammen mit Baby Kochamma und Inspektor Thomas Mathew in stummer Übereinstimmung die Schuld am Tod von Velutha Paapen und Ammus Schicksal trägt.
- Orangenlimo-Zitronenlimo-Mann und Kari Saipu: Zwei Pädophile aus Kottayam und Ayemenem.
- Kochu Maria („kleine Maria“) – Köchin und Haushälterin der Familie: Teilt mit Baby Kochamma eine tiefsitzende Verbitterung und Rückzug in die Welt von TV-Soaps und eine verlorene Jugend.
- Baba („Papa“) – Rahels und Esthas Vater, aus einer Hindufamilie aus Bengalen stammend, als junger Mann charmant-betörend. Für Ammu zwar die Möglichkeit zur Flucht aus dem Elternhaus, aber als Ehemann ein Debakel, ein Trinker, der seine Frau (und Kinder) schlägt, Ammu in eine extrem demütigende Situation bringt und deshalb von ihr verlassen wird.

## Kritiken
- „Die Schärfe ihrer Analyse von Machtverhältnissen – zwischen Klassen bzw. Kasten ebenso wie zwischen Frauen und Männern oder Kolonialländern und Ex-Kolonien – und die Kühnheit ihrer Sprache prägen ihre Literatur wie ihre Essays.“ (Amazon / Emma.)
- „Die vielfältigen Episoden reiht Arundhati Roy gekonnt aneinander, so dass der Roman niemals Gefahr läuft, in bruchstückhafte Einzelteile zu zerfallen. Ihre Sprache ist bilderreich und poetisch (vor allem bei den stimmungsvollen Naturschilderungen) und nicht ohne Humor. Oft erzählt sie aus der Sicht der beiden Geschwister, die ihre Umwelt auf typisch kindliche Art wahrnehmen, dabei phantasievoll anreichern und wortspielerisch beschreiben … Darüber hinaus beklagt Roy den heutigen kulturellen Ausverkauf ihres Heimatlandes, das zunehmender Verwestlichung anheim fällt. Sie prangert – ganz im Gegensatz zu ihrem aktuellen politischen Engagement – nicht vehement an. Als Schriftstellerin erzählt Arundhati Roy sacht, aber mit nachhaltiger Wirkung: Kleine Begebenheiten, gewöhnliche Dinge, zerstört und rekonstruiert. Mit einer neuen Bedeutung versehen. Und plötzlich werden sie zu den ausgebleichten Knochen einer Geschichte.“ (Buecher4um © Fevvers 2002.)
- „Der Gott der kleinen Dinge schafft es, am augenscheinlichen Beispiel einer Familie, die an ihrer verbotenen Liebe zerbricht, die ‚großen Dinge‘ in ihrer unausweichlichen Starrheit zu beschreiben. Und wie die kleinen Dinge entweder zerbrechen oder als direktes Transportmittel ins Unglück verdreht werden. Die einerseits beklemmende und zugleich losgelöste Sprachmagie Arundhati Roys Erstlingswerkes vereinnahmt auf merkwürdig intensive Weise. Als wenn man beides auf einmal tun kann: lesen und genießen.“ (kultur-insel.de.)
- „Hin und wieder gibt es Ausnahmeerscheinungen in der Literatur. Die indische Autorin Arundhati Roy ist sicher so eine Ausnahme. Sie ist eine Vorreiterin im Kampf für die Rechte der Frauen und der unterdrückten Schichten im modernen Indien. Grund genug, ihren ersten Roman international zu einem Bestseller zu küren, meinten die Verlage dieser Welt. Schade eigentlich, dass Der Gott der kleinen Dinge ein furchtbar schlechtes Buch geworden ist …“ (Lettern.de.)
- „Der Gott der kleinen Dinge ist in seinem Sprachstil und seiner Erzählweise ein sehr poetischer Roman, den man nicht einfach so zwischendurch lesen sollte. Einerseits hat das Buch zwar Längen, andererseits hat es mich aber auch wieder sehr fasziniert. Vorteilhafterweise sollte man allerdings ein bisschen etwas von Indiens Kultur (Kastenwesen etc.) verstehen oder sich zumindest dafür interessieren.“ (Literaturschock.de.)
- „… Die Aufnahme des Romans beim ersten Lesen wurde mir erschwert, weil Roy zeitlich ziemlich springt und dazu oft Vorausahnungen einflechtet. Fast unmerkliche Wechsel der Erzählperspektiven sind häufig. Ihr Stil ist allegorisch bunt, besteht aber oft auch nur aus einzelnen Wortsätzen, gespickt mit einigen indischen Spezialwörtern. Nur ein Beispiel: ‘It was warm, the water. Graygreen. Like rippled silk. With fish in it’ (S. 116). Die Wörter, die sie betonen will (nehme ich an), schreibt Roy keck mit großem Anfangsbuchstaben. Trotz dieser Hindernisse gelingen Roy eindrucksvolle Passagen (Kapitel 4 ‚Abhilash Talkies‘ war ein erster Höhepunkt), manchmal wird’s aber auch flach und der Leser wird mit Vorausahnungen auf bevorstehende schlimme Ereignisse betört … Die große Qualität des Booker Prize Romans wird sich mir erst beim zweiten Lesen erschließen. Immerhin hatte ich schon den Eindruck, dass eine Zweitlektüre lohnend sein kann.“ (Lesekost.de.)
- „Meisterhaft komponiert Arundhati Roy eine kleine Geschichte aus vielen unscheinbaren Zufälligkeiten so geschickt, dass am Schluss eine große Geschichte entsteht, die mit Gewinn und Genuss wieder gelesen wird.“ (Manuela Saselberger, Besprechung im Literarischen Quartett, ZDF, 14. August 1997.)

## Arundhati Roy zu ihrem Roman
Zur Entstehungsgeschichte und zu den Hintergründen ihres Romans sei Arundhati Roy auszugsweise zitiert:
- I didn't know what I'd started really, I got a computer and started using it, finding out what it could do. I didn't know I was writing a book for a while. It took me five years to write 'The God of Small Things', but for first few months I was just fooling around before I realized what was happening and got down to writing the book properly.
- A lot of the atmosphere of A God of Small Things is based on my experiences of what it was like to grow up in Kerala. Most interestingly, it was the only place in the world where religions coincide, there's Christianity, Hinduism, Marxism and Islam and they all live together and rub each other down. When I grew up it was the Marxism that was very strong, it was like the revolution was coming next week. I was aware of the different cultures when I was growing up and I'm still aware of them now. When you see all the competing beliefs against the same background you realise how they all wear each other down. To me, I couldn't think of a better location for a book about human beings.
- To me 'the god of small things' is the inversion of God. God's a big thing and God's in control. 'The god of small things' … whether it's the way the children see things or whether it's the insect life in the book, or the fish or the stars – there is a not accepting of what we think of as adult boundaries. This small activity that goes on is the under life of the book. All sorts of boundaries are transgressed upon … A pattern, of how in these small events and in these small lives the world intrudes. And because of this, because of people being unprotected. the world and the social machine intrudes into the smallest, deepest core of their being and changes their life.
- One of the chapters was called The God of Small Things, I don't know how that happened, I just remember Ammu's dream, who was the one armed man, the God of loss, the God of Small Things? When I read the book now I can't believe the amount of references there are to small things, but it was absolutely not the case that I started with the title and built the novel around it. At the last stage they knew they had to put their faith in fragility and stick to the small things, and I just can't believe how appropriate the title is.
- For me, the way words and paragraphs fall on the page matters as well – the graphic design of the language. That was why the words and thoughts of Estha and Rahel were so playful on the page … Words were broken apart, and then sometimes fused together. „Later“ became „Lay. Ter.“ „An owl“ became „A Nowl“. „Sour metal smell“ became „sourmetalsmell“ … Repetition I love, and used because it made me feel safe. Repeated words and phrases have a rocking feeling, like a lullaby. They help take away the shock of the plot.
- For me the structure of my story, the way it reveals itself was so important. My language is mine, it's the way I think and the way I write. You know, I don't scrabble around and try, and I don't sweat the language. But I really took a lot of care in designing the structure of the story, because for me the book is not about what happened but about how what happened affected people. So a little thing like a little boy making his Elvis Presley puff or a little girl looking at her plastic watch with the time painted onto it--these small things become very precious.
- it isn't a book about India … It is a book about human nature.